# Per Aarsleff Holding
Per Aarsleff Holding A/S (nogle gange blot Aarsleff) er en børsnoteret bygge- og anlægsvirksomhed med aktiviteter over hele landet og flere steder i udlandet. Hovedkvarteret ligger i Viby J syd for Aarhus og Per Aarsleff Holding A/S er i øjeblikket Danmarks største entreprenørvirksomhed.
Virksomheden har bl.a. medvirket til Horns Rev 2, Rødsand Havmøllepark I og  II, ombygning af Nørreport station, belægninger ved flere af stationerne på Københavns Metro, Citytunneln i Malmø og både Storebæltsbroen og Øresundsforbindelsen.

## Historie
Virksomheden blev grundlagt i 1947 da Per Aarsleff købte en gravemaskine og åbnede et brunkulsleje ved Fasterholt sydøst for Herning. Aarsleff selv døde i 2006, men var aktiv i virksomheden indtil få år inden sin død I 1970'erne, var Aarsleff med til at anlægge en del motorveje i Jylland og på Fyn.I 1980'erne var der høj aktivitet indenfor anlæggelse af højtryks naturgasledninger og Aarsleff udførte sammen med tyske partnere i alt 70 gasledningskontrakter i Danmark og senere også gasledninger i Tyskland, Norge, Sverige, Finland og England. I begyndelsen af 1990èrne deltog firmaet i bygning af Storebæltsbroen og fra 1995 også i opførelse af Øresundsbroen.
I 1980'erne indgik selskabet en udviklingskontrakt med DSB hvorved et rammet fundament til anvendelse ved jernbane - elektrificering blev udviklet og efterfølgende anvendt overalt på det danske banenet. Den samme fundamentstype anvendes nu af de polske jernbaner hvor Aarsleff også har medvirket gennem snart 20 år.  
Virksomheden har stået for fundamenterne til flere havvindmølleparker og blandt andet været pionerer indenfor udvikling af gravitationsfundamenter som fortrinsvis er anvendt i Østersøen. I 2009 blev der indgået kontrakt på dele af London Array, der på daværende tidspunkt blev største havvindmøllepark og som er funderet på monopæle.
Gennem en lang periode har selskabet opbygget en betydelig position indenfor rørrenovering således, at der pt arbejdes i ca. 15 nord- og østeuropæiske lande med selvudviklede systemer indenfor opgravningsfri ledningsrenovering. Desuden har selskabet udviklet et højt industrialiseret beton-pælesystem til fundering med pælefabrikker i Danmark, England, Polen, Sverige samt Tyskland. Gennem de senere år er der tilkommet flere funderingsmetoder og tilgrænsende geotekniske ydelser.  
Omkring 2014 begyndte selskabet at opføre råhuse og senere komplette erhvervsbygninger og boligbyggerier.

## Ledelse
- Per Aarsleff 1947-1988
- Palle Svejstrup 1988-1999
- Ebbe Malte Iversen 1999-2018
- Jesper Kristian Jacobsen 2018-nu